# Mary Mattingly
Mary Mattingly (* 8. September 1979 in Rockville, Connecticut) ist eine US-amerikanische Künstlerin, die mit den Medien Installation, Performance und Fotografie arbeitet. Sie lebt und arbeitet in New York.

## Leben und Werk
Mattingly erhielt ein Stipendium an der Yale University School of Art in Norfolk, Connecticut (2001), studierte am Pacific Northwest College of Art in Portland, Oregon und der Parsons School of Design in New York, wo sie ihren Bachelor of Fine Arts (BFA) erlangte (2002). Ein weiteres Stipendium erhielt sie an der Skowhegan School of Painting and Sculpture in Madison, Maine.
Mary Mattingly kreiert skulpturale Ökosysteme im öffentlichen Raum. Sie erforscht Themen wie Heimat, Reisen, Kartografie und die menschliche Beziehung mit einem Gegenüber, der Umwelt, der Maschine, Gesellschaft und Politik.

## Projekte im öffentlichen Raum
- 2016: Transforming a Military Trailer, MoMA Education
- 2016: WetLand, mit dem Parrish Museum, Sag Harbor, NY
- 2015: Pull, Havanna Biennale, Parque Central, Havanna, Kuba
- 2015: Wading Bridge, Des Moines Public Art Foundation Commission, Des Moines, IA
- 2015: WetLand, mit UPenn’s Environmental Humanities Department
- 2015: Torus, ScotioNuitBlanche Commission, Toronto, Ontario Canada
- 2015: Flock House, NYC Department of Cultural Affairs,  Percent for Art Commission, Staten Island NY
- 2014: WetLand, Philadelphia, PA (Commission by FringeArts)
- 2014: The Flock House Project, Omaha, mit dem Bemis Center for the Arts, kuratiert von Amanda M. Crowley, Omaha, NE
- 2013: Triple Island, New York City, NY (Commission by Paths to Pier 42)
- 2012: The Flock House Project, New York City, NY (2012–2015) fand an folgenden Orten statt: Battery Park in Manhattan, dem Bronx Museum of the Arts in der Bronx, 125 Maiden Lane in Manhattan, Seward Park in Manhattan, Pearl Street Triangle in Brooklyn und dem Flushing Meadows Corona Park in Queens.
- 2012: Green Papaya Art Projects, Manila, The Philippines, mit dem U.S. Department of State
- 2012: Wearable Portable Architecture, smARTpower and the Bronx Museum
- 2009: The Waterpod Project, New York City, NY
- 2005: Waterways, Independent initiative, kuratiert von Mary Mattingly, Renee Vara, Venedig Biennale, Italien
- 2005: Waterways and Beyond, kuratiert von Mary Mattingly, Renee Vara, Istanbul Biennale, Türkei
- 2004:  Lifeboat, Artist Initiative, kuratiert von M. Mattingly, P. Middendorf, Art Basel Positions, Miami

## Einzelausstellungen
- 2016: Transforming a Military Trailer, MoMA Education
- 2016: Blockades Boulders and Weights, Light Work, Syracuse NY
- 2015: Pull, Museo Nacional de Bellas Artes de la Habana, Cuba
- 2014: Mary Mattingly, Bemis Center for Contemporary Art, Curated by Amanda M. Crowley, Omaha, NE
- 2013: House and Universe, Robert Mann Gallery, New York
- 2011: The Island is also the Origin, WINTEC, Hamilton, New Zealand
- 2011: The Investigation, Constitution, and Formation of Flock House, Lower Manhattan Cultural Council
- 2010: The Anatomy of Melancholy, Occurrence Espace d’art et d’essai Contemporains, Montreal
- 2009: Nomadographies, Robert Mann Gallery, New York, NY
- 2007: Frontier, Galerie Adler, Frankfurt, Germany
- 2007: Time Has Fallen Asleep, New York Public Library, New York, NY
- 2006: Fore Cast, White Box, New York, NY,
- 2006: Second Nature, Robert Mann Gallery, New York, NY

## Preise und Auszeichnungen
- 2016: The Watermill Center Residency, Watermill, NY
- 2015: A Blade of Grass Fellowship, New York, NY
- 2014: Light Work Residency Program, Syracuse, NY
- 2013: The Lower Manhattan Cultural Council President’s Award for Visual Art
- 2013: The James L. Knight Foundation Grant
- 2012: Eyebeam Center for Art and Technology Fellowship
- 2012: smARTpower, Artist Ambassador to the Philippines, Bronx Museum and U.S. Department of State
- 2011: Harpo Foundation Grant
- 2011: The Jerome Foundation Travel Grant
- 2011: New York Foundation for the Arts Sculpture Grant
- 2011: Art Omi Artist-In-Residence, Ghent, NY
- 2010: Art Matters Foundation Travel Grant
- 2010: Marie Walsh Sharpe Art Foundation Year-Long Studio Residency
- 2008: New York University Artist-In-Residence
- 2008: Lower Manhattan Cultural Council Workspace Residency
- 2007: Braziers International Artist Residency, Oxfordshire, England
- 2005: Experimental TV. Center, New York